# Christian Badea
Christian Badea, nato Cristian Badea, (Bucarest, 10 dicembre 1947), è un violinista e direttore d'orchestra rumeno naturalizzato statunitense; il suo interesse è focalizzato sull'opera lirica e la musica sinfonica.

## Biografia
Originario di Bucarest, Romania, la prima formazione di Madea fu come violinista classico a Bucarest ed a Bruxelles. Successivamente studiò direzione orchestrale alla Juilliard School of Music di New York.

## Inizi della carriera
Dopo aver vinto la Rupert Conducting Competition a Londra (1976) viene invitato da Gian Carlo Menotti a dirigere al Festival dei Due Mondi di Spoleto e subito dopo viene nominato direttore musicale dell'edizione italiana del festival, e successivamente in una posizione simile per l'edizione americana. Nel decennio successivo dirige a Spoleto ed a Charleston una serie di opere che gli daranno una reputazione: Maria Golovin, The Last Savage e The Saint of Bleecker Street di Menotti e anche Lady Macbeth del Distretto di Mcensk di Šostakovič e Antonio e Cleopatra di Samuel Barber con grande successo. La sua registrazione dell'opera di Samuel Barber, Antonio e Cleopatra ricevette un Grammy nel 1985.
Nel 1983 è nominato direttore artistico della Columbus Symphony Orchestra, a Columbus, nell'Ohio. Durante i suoi nove anni di permanenza qui registra due dischi con la musica di Roger Sessions e Peter Mennin elogiati dalla critica musicale.

## Carriera nell'opera
Debutta con The Metropolitan Opera in New York in tournée a Boston nel 1986 dirigendo Tosca con Grace Bumbry. Durante il decennio successivo, fino al 1995, Christian Badea si esibì come direttore per 167 volte, in un repertorio che comprendeva: Tosca, Aida, La traviata, Cavalleria rusticana, Pagliacci, Boris Godunov, La bohème, Don Giovanni, La fanciulla del West, Madama Butterfly, Rigoletto. Nel 1990 ha diretto la stagione di apertura del Metropolitan Gala con La bohème, il cast comprendeva Plácido Domingo e Mirella Freni.
Alla Wiener Staatsoper si è esibito come direttore d'orchestra per 19 volte tra il 1992 e il 1995 in opere come Tosca, Aida, I racconti di Hoffmann, Otello e La bohème. Il più notevole di questi fu la prima de I racconti di Hoffmann nel 1993, messa in scena da Andrei Şerban e con un cast tra cui Plácido Domingo, Natalie Dessay, Barbara Frittoli e Bryn Terfel.
È regolarmente invitato alla Royal Opera House of Covent Garden con 32 presenze come direttore in La bohème, Tosca e Turandot.
La sua carriera operistica comprende spettacoli all'Opéra de Lyon, Théâtre Royal de la Monnaie in Bruxelles, Dutch National Opera in Amsterdam, English National Opera, Royal Opera Copenaghen, Royal Opera Stockholm, Opera Australia, Arena di Verona, Teatro Colón in Buenos Aires, Teatro dell'Opera di Stato ungherese.
Nel 2006 inizia a dirigere in Romania, in particolare con la George Enescu Philharmonic Orchestra presso il Romanian Athaeneum, uno dei momenti più importanti è un concerto semi-messo in scena del Parsifal, nel doppio ruolo di direttore d'orchestra e direttore di scena. Nel 2009 aprì il George Enescu Festival a Bucarest con la Haga Philharmonic Orchestra.

## Carriera nella musica sinfonica
Come direttore d'orchestra, Badea si è esibito in sale da concerto in Europa, Nord America e Asia: Carnegie Hall (New York), Suntory Hall (Tokyo), Salle Pleyel (Parigi), Concertgebouw (Amsterdam), dirigendo gruppi come Royal Philharmonic, BBC Symphony, Gothenburg Symphony, Czech Philharmonic, Sankt Petersburg Philharmonic Orchestra, Residentie Orchestra, Amsterdam Philharmonic, Orchestre Philharmonique de Radio France, Orchestre Nationale de Lyon, Accademia di Santa Cecilia Orchestra (Roma), RAI Orchestra (Torino), Maggio Musicale Orchestra (Firenze), Gulbenkian Orchestra (Lisbona) e Orquesta Nacional de España, tra le altre.